# Locomotiva
Uma locomotiva é um veículo ferroviário que fornece a energia necessária para a colocação de um comboio ou trem em movimento; as locomotivas não têm capacidade de transporte própria, quer de passageiros, quer de carga. No entanto, alguns comboios, possuem unidades (carruagens) mistas autoalimentadas que também servem principalmente, para o transporte de pessoas; a esses veículos, no entanto, não se dá normalmente o nome de locomotiva, mas trem unidade.
Existem muitas razões para que ao longo dos tempos se tenha isolado a unidade fornecedora de energia do resto do comboio:
- Facilidade de manutenção – é mais fácil a manutenção de um único veículo;
- Segurança – Existe mais facilidade de afastar a fonte de energia dos passageiros, em caso de perigo;
- Fácil substituição da fonte de energia – em caso de avaria, só existe a necessidade de substituir a locomotiva e não todo o comboio;
- Eficiência – Os comboios fora de circulação, gastam menos energia quando há necessidade da sua movimentação;
- Obsolescência – Quando a unidade de energia ou as unidades de carga se tornam obsoletas não é necessária a substituição de todos os elementos.

## Classificação
É comum classificarem-se as locomotivas conforme os seus meios de propulsão; os mais comuns incluem:

### Vapor
As primeiras locomotivas apareceram no século XIX, eram propulsionadas por motores a vapor e foram , sem dúvida, o mais popular até o final da Segunda Guerra Mundial. No Brasil eram chamadas popularmente como "Maria-Fumaça", em virtude da densa nuvem de vapor e fumaça produzidas quando em movimento.
A primeira locomotiva a vapor foi construída por Richard Trevithick e fez o seu primeiro percurso em 21 de Fevereiro de 1804, no entanto, muitos anos passaram até que se tornassem num meio de transporte prático e economicamente viável.
O recorde absoluto de velocidade de uma locomotiva a vapor foi obtido na Inglaterra, quando a velocidade de 203 km/hora num percurso ligeiramente inclinado.  Velocidades semelhantes foram também atingidas na Alemanha e nos Estados Unidos.
Antes do meio do século XX, as locomotivas eléctricas e a diesel começaram a substituir as máquinas a vapor.  No fim da década de 1960, já dominavam o cenário. Outros projectos foram desenvolvidos e experimentados, como as locomotivas com turbinas a gás, mas muito pouco utilizados.
A primeira locomotiva com turbina a vapor foi construída pela North British Locomotive Company, na Escócia em 1909. Este tipo de locomotiva, movida por turbina a vapor, foi mais desenvolvida nas décadas de 1920 e 1930, com pouco sucesso, por culpa de dificuldades técnicas nunca inteiramente solucionadas. A locomotiva com turbina a vapor era vista como uma forma de revitalizar a energia a vapor e competir as locomotivas com motorização a diesel que começavam a dominar o cenário.
Já no fim do século XX, na América do Norte e na Europa só existiam locomotivas a vapor em uso regular, com fins turísticos ou para entusiastas do comboio.  No México, o vapor manteve-se com uso comercial até ao fim da década de 1970. Locomotivas a vapor continuam a ser usadas regularmente na China onde o carvão é muito mais abundante do que o petróleo. A Índia trocou o vapor pelo diesel e pela electricidade na década de 1990.  Em algumas zonas montanhosas o vapor continua a ser preferido ao diesel, por ser menos afectado pela reduzida pressão atmosférica.

### Diesel-mecânico
As locomotivas a diesel diferem na forma como a energia é transmitida do motor às rodas. A forma mais simples é a transmissão por caixa de velocidades, como a usada nos automóveis. Locomotivas que usam este sistema chamam-se diesel-mecânicas.
Locomotivas diesel-mecânicas estão entre as mais antigas tentativas de utilização do motor a combustão interna no transporte férreo. Muitos velhos fabricantes de máquinas a vapor arriscaram-se, quase sempre sem êxito nesta modalidade de tração. Diesel-mecânicas apresentam problemas na transmissão no momento da troca da relação de velocidades (marcha) da caixa, que não suporta o elevadíssimo atrito entre os dentes das engrenagens e se partem ou, na melhor, desgastam-se muito rapidamente, além de desintegração das cintas de bloqueio que efetuam as trocas. Durante todo o período da dieselização americana, vários fabricantes de diversas partes trabalharam tipos diferentes de transmissão visando anular ou pelo menos minimizar os problemas de desgaste e quebras, quase sempre em vão.
Este tipo de locomotiva foi muito comum em linhas britânicas. São comumente pequenas manobreiras de pátios com peso ao redor de 40 toneladas e potência não maior que 250 hp (horsepower). Sua transmissão consiste em uma caixa epicicloidal ou planetária (como a empregada em automóveis de câmbio automático) de 3, 4 ou 5 velocidades bem reduzidas e a embreagem é normalmente do tipo "fluido de acoplamento", conhecida também por "embreagem hidráulica". Quando a embreagem é por conversor de torque, considera-se que a locomotiva é do tipo diesel-hidráulica com caixa, ou "hidromecânica".
No início dos anos 60, British Rail apresentou a Class 35 "Hymek", com transmissão hidromecânica Maybach Mekhydro, para competir com as diesel-hidráulicas alemãs. Devido a inúmeros problemas mecânicos, não durou muito.
Embora, locomotivas diesel-mecânicas tenham embreagem sempre por fluido de acoplamento, houve locomotivas equipadas com embreagem por fricção, como de carros de câmbio manual. Um exemplo é a British Rail Class 05 de 1955.
Exemplo potente de locomotiva diesel-mecânica foi a British Rail 11001 de 1949. Equipada com um V12 diesel 4 tempos de 500 hp aliado a uma caixa mecânica denominada SSS (Synchro-Self-Shifting) Powerflow. Interessante modelo foi a 10100 "Fell", experimental de 1952. Com 4 motores diesel de 500 hp cada, totalizando 2 000 hp, tracionando cada um conforme a velocidade, sendo portanto, um sistema combinado e sem caixa de transmissão. Apenas embreagens hidráulicas que conectava e desconectava os motores automaticamente.

### Diesel-elétrico

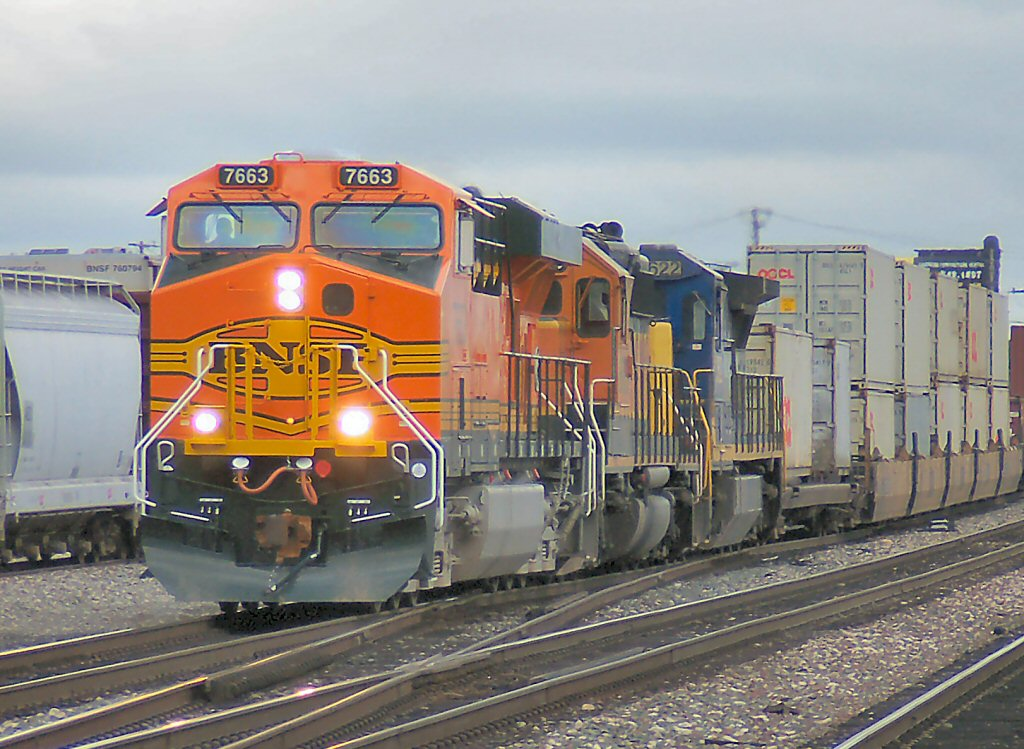
Locomotiva diesel-elétrica modelo C44-9W da GE.

Diagrama esquemático de uma locomotiva diesel-elétrica.

Em uma locomotiva diesel-elétrica o motor primário diesel aciona um gerador elétrico que irá transmitir a potência para os motores de tração. Não existe conexão mecânica entre o motor primário e as rodas de tração. Conceitualmente, este tipo de locomotiva é um veículo híbrido, que incorpora sua própria estação geradora, feita para operar em áreas em que a estrada de ferro não é eletrificada.
Importantes componentes da tração elétrica são o motor primário (motor diesel), gerador principal (ou gerador de tração, que atualmente é um alternador), motores de tração e o sistema de controle que consiste no governador do motor diesel, regulador de carga e o chaveamento (disjuntor) dos motores de tração. Em princípio, a eletricidade de saída do gerador é diretamente enviada do disjuntor para os motores de tração, que são mecanicamente acoplados às rodas via engrenagens de redução.
Originalmente os motores de tração e o gerador principal são máquinas CC. Seguindo o desenvolvimento de retificadores de alta capacidade nos anos 60, o gerador CC foi substiuído por um alternador usando ponte de diodo para retificar a saída para CC. Isto aumentou a confiabilidade das locomotivas e minimizou os custos de manutenção pela eliminação do comutador e escovas. A eliminação das escovas e comutador, por sua vez, resolveu um tipo de evento particularmente destrutivo relacionado a faiscamento, que comumente causa falha imediata do gerador e, em alguns casos, início de incêndio na casa de máquinas.
Mais recentemente, o desenvolvimento do Variador de Frequência e Variador de Voltagem (VVVF) de alta potência, ou "inversores de tração", foi seguido pelo uso de motores polifásico CA, eliminando também o comutador e as escovas destes. O resultado é maior eficiência, maior confiabilidade e manutenção relativamente mais simples além de suportarem melhor condições de sobrecarga em que velhos tipos de motores seriam destruídos.

### Diesel-hidráulico
Uma locomotiva diesel-hidráulica utiliza uma transmissão hidráulica para enviar a potência do motor diesel para as rodas. Neste tipo de locomotiva, é utilizado um dispositivo chamado "conversor de torque". Um conversor de torque consiste, de modo geral, de 3 partes, sendo 2 rotativas e 1 fixa. Todas essas 3 partes são seladas em uma carcaça cheia de um fluido (óleo).
Uma das partes rotativas se chama "bomba centrífuga" (ou impulsor), e a outra parte é chamada de "turbina" (ou roda acionada). Entre essas 2 partes encontra-se a parte fixa, o "estator" (ou roda fixa guia). Todas as 3 partes possuem lâminas para direcionar o fluxo do óleo.
A bomba centrífuga é diretamente ligada ao motor diesel e a turbina é ligada a um eixo que através dele irá acionar as rodas.
Como a rotação do motor diesel faz girar a bomba centrífuga, o óleo é forçado através das lâminas do estator e então através das lâminas da turbina, o qual causará rotação que irá acionar as rodas. O óleo é bombeado através do circuito repetidamente.
A disposição das aletas guia permitem que o conversor atue como uma caixa de velocidade continuamente variável. Se a carga no eixo de saída for grande, a velocidade de rotação cai, e o torque aplicado ao eixo aumenta proporcionalmente mas a potência aplicada pelo conversor permanece mais ou menos constante.
Entretanto, a escala de variação do conversor não é suficiente para que a velocidade de rotação do motor leve a locomotiva a velocidades mais altas. Assim sendo, alguns métodos adicionais são requeridos para dar escala suficiente. Um método é o conversor de torque ser acompanhado de uma caixa de velocidades que irá trocar a escala automaticamente, similar à transmissão automática em um carro. Outro método é fornecer vários conversores de torque, cada um com uma escala de variação, cobrindo o total exigido; todos os conversores estão mecanicamente conectados o tempo todo, e no momento apropriado para cada variação de velocidade exigida, um é selecionado por enchimento de óleo enquanto os outros são drenados. O processo de enchimento e drenagem é realizado com a transmissão sob carga, o que resulta em mudanças de escala muito "lisas", sem interrupção na transmissão de potência.
Múltiplas unidades diesel-hidráulicas, com menos exigência mecânica, frequentemente utilizam uma simplificação desse sistema, com um conversor de torque para escalas de baixas velocidades e um sistema de "acoplamento viscoso" para escala de alta velocidade. Acoplamento viscoso é similar ao conversor de torque mas sem o elemento estacionário (estator). O torque de saída é igual ao torque de entrada não obstante e relação de entrada à velocidade de saída; o aumento da carga no eixo de saída não resulta em multiplicação do torque nem na manutenção da potência mas na redução na velocidade de entrada com conseqüente redução na potência produzida. Em termos de automóveis, o acoplamento viscoso equivale à última marcha enquanto o conversor de torque equivale às demais marchas. O fato é que a potência disponível para o trem é reduzida em baixas velocidades quando o acoplamento viscoso está atuando. Devido à exigência de um trem múltipla unidade ser baixa quando comparada a uma locomotiva, isto é aceitável pela reduzida complexidade mecânica.
As locomotivas diesel-hidráulicas são ligeiramente mais eficientes que as diesel-elétricas mas não são encontradas em muitos países devido sua mecânica ser mais complicada e serem mais sujeitas à quebras. Na Alemanha, entretanto, sistemas diesel-hidráulicos têm conseguido elevada confiabilidade. Persistem argumentos sobre manipulação política a favor dos fornecedores alemães. Nos Estados Unidos e Canadá elas são totalmente ultrapassadas diante das diesel-elétricas, enquanto permanecem dominantes em alguns países europeus.
O principal argumento a favor das diesel-hidráulicas sobre as diesel-elétricas é o peso reduzido para a mesma potência de saída. Isto é de particular importância quando é usada em linhas secundárias, em que a carga por eixo é limitada, o qual foi o caso da Alemanha por tempos atrás. Hoje, linhas principais construídas para suportarem grande peso por eixo, já foram eletrificadas. Este não é o caso dos Estados Unidos, em que locomotivas diesel são utilizadas em linhas principais não eletrificadas.
Embora hoje estejam muito desenvolvidas, não podem ser comparadas às diesel-elétricas. No Brasil a utilização de locomotivas diesel-hidráulicas foi restrita a algumas experiências, geralmente mal sucedidas, como as Krauss-Maffei (ML4000) e Krupp (Jakobs) da EFVM, ou as Esslingen que terminaram seus dias na VFRGS. A única maquina deste tipo que teve desempenho razoável foi a GM GMDH-1, que operou desde o inicio da década de 60 até inicio dos anos 80, quando foi desmanchada. Exemplar moderno deste tipo de tração é a alemã Voith Maxima 40 CC, que possui um único motor diesel de dezesseis cilindros 4-tempos turboalimentado fabricado pela Mercedes-Benz com 3,6MW (4 825 hp)

### Diesel-hidrostático
Outra forma de transmissão empregada em locomotivas providas de motor diesel é o sistema hidrostático. Locomotiva diesel-hidrostática é também um tipo de locomotiva hidráulica. Locomotivas diesel-hidráulicas convencionais, munidas de conversor de torque, por sua vez são máquinas com transmissão hidrodinâmica. Em uma locomotiva diesel-hidrostática, o motor diesel aciona diretamente uma bomba hidráulica, tal como o motor de uma locomotiva diesel-elétrica aciona um gerador elétrico. Esta bomba é comumente do tipo centrífuga e pressiona um fluido fino especial através de um duto até os motores hidráulicos montados junto aos eixos rodeiros, assim como os motores elétricos de tração das locomotivas equipadas com transmissão elétrica. O fluido sob pressão faz girar as pás do motor hidráulico acionando as rodas da locomotiva através de engrenagens redutoras. Do motor hidráulico o fluido retorna à bomba por outro duto permanecendo assim em um circuito fechado.
Este tipo de locomotiva não foi tão comum devido principalmente a baixa capacidade de potência da transmissão e a problemas de superaquecimento do fluido quando sob grande solicitação. Entretanto, foi muito empregada em linhas industriais como opção às máquinas diesel-mecânicas e, principalmente em minas subterrâneas, pois podem ser construídas muito menores que outras máquinas equivalentes. Entre sua principais vantagens estão o seu baixo custo, baixo peso, ausência caixa de velocidades e praticamente isenta de manutenção.
O sistema hidrostático é muito comum no nosso cotidiano. Está presente, por exemplo, na direção hidráulica de automóveis, em que o motor do próprio carro gira uma pequena bomba que pressiona o fluido para o pequeno motor hidráulico instalado na cremalheira da barra de direção. Por este motivo, quando o motor está desligado, a direção fica "dura".

### Gás turbina-elétrico
Uma locomotiva de turbina a gás ou locomotiva gás turbina-elétrica, ou GTEL (Gas Turbine-Electric Locomotive), utiliza uma turbina de combustão interna tipo turboeixo para acionar através de engrenagens de redução um gerador elétrico ou alternador. A corrente elétrica produzida é utilizada para alimentar seus motores elétricos de tração que irão movimentar a locomotiva, exatamente como em uma diesel-elétrica. Este tipo de locomotiva foi primeiramente experimentado nos anos de 1920, alcançando seu pico de desenvolvimento entre 1950 e 1960.
Uma turbina apresenta algumas vantagens sobre um motor a pistão. O número de partes móveis é muito menor, consequentemente é mais leve e menor para a mesma potência de saída, fazendo com que a relação peso/potência seja muito favorável. Entretanto, sua potência de saída e eficiência cai drasticamente em baixas velocidades de funcionamento, diferentemente de um motor a pistão, que possui uma curva de potência comparavelmente mais plana. Turbinas são muito ruidosas e também consomem muito combustível, principalmente quando estão em baixas velocidades.
Locomotivas gás turbina-elétricas são muito poderosas. A ferrovia norte-americana Union Pacific (UP) operou um grande número de locomotivas deste tipo, foi também a única estrada de ferro a utilizar GTELs no serviço de trens de carga. Diversos GTELs foram construídos em vários países para atuar em pequenos e velozes trens de passageiros, mas somente alguns obtiveram sucesso.
Após a crise do petróleo em 1973 com o consequente aumento do preço do combustível, essas locomotivas se tornaram economicamente inviáveis e foram sendo retiradas de funcionamento. Hoje este tipo de locomotiva é muito rara.

### Eléctricas

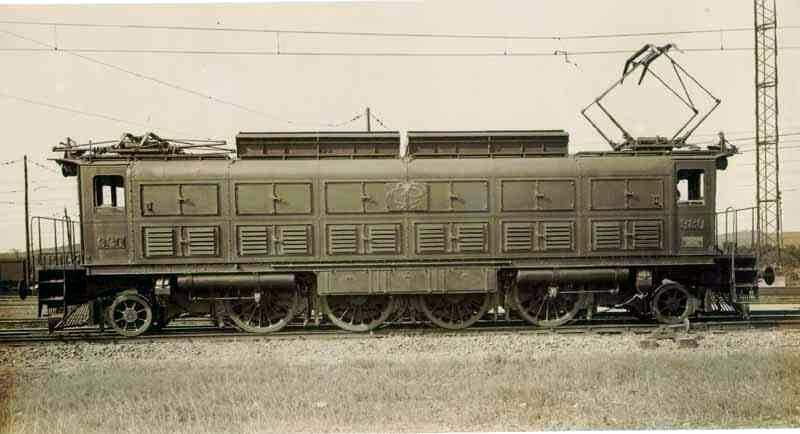
Locomotiva elétrica Wintenthur-Brown Boveri fornecida em 1929 a Companhia Paulista, com rodagem 1-D-1 e potência 2520 (HP) - nº 320.

As locomotivas eléctricas são alimentadas externamente, seja por meio de catenárias ou por um terceiro carril. Embora o custo de electrificação de uma linha seja muito dispendioso, a operação dos comboios eléctricos é significativamente mais barata do que os movidos a diesel, isto para além de terem uma capacidade superior de aceleração e de travagem, o que os torna ideais para o transporte de passageiros em zonas populacionais densas.  Praticamente todos os comboios de alta velocidade usam locomotivas eléctricas porque não seria fácil transportar a bordo a quantidade de energia necessária para tão alto desempenho.
Embora a maior parte dos sistemas ferroviários eléctricos operem com corrente contínua, existem ainda muitos que utilizam a corrente alternada, designadamente na África do Sul, na Espanha, Portugal, Reino Unido e Holanda (1500 V), Bélgica, Itália, Brasil e Polónia (3000 V) e Alemanha, Áustria, Suíça, Noruega e Suécia (15kV/16⅔Hz)

### Levitação magnética (Maglev)

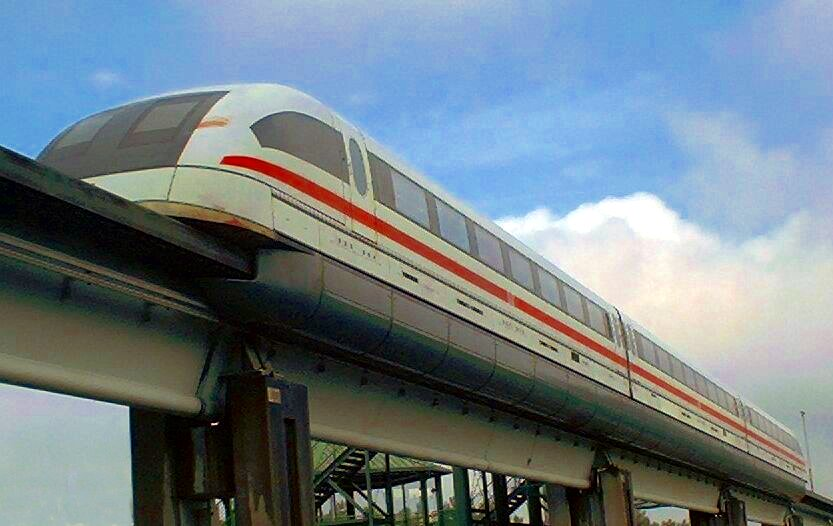
Maglev.

A mais recente tecnologia aplicada a locomotivas é a levitação magnética.  Estes comboios, alimentados por eletricidade, possuem um motor aberto especial que faz flutuar o comboio acima da linha, sem necessidade de utilização de rodas, o que reduz a fricção apenas ao contacto do comboio com o ar.  Existem muito poucos sistemas de Maglev em operação dado o seu custo ser muito elevado.

## Principais fabricantes de locomotivas no Brasil
Fabricantes de locomotivos usados ou em uso no Brasil. Nem todos estes fabricantes fabricavam ou fabricam locomotivas no Brasil.

### Empresas extintas
- American Locomotive Company (ALCO), empresa americana.
- Baldwin Locomotive Works, empresa americana.
- IRFA; empresa brasileira; tinha fábricas no Brasil.
- Prado Uchoa; empresa brasileira; tinha fábricas no Brasil.
- EMAQ, empresa brasileira, fabricante da locomotiva MX620, que também foi fabricada na Espanha.

### Empresas atuais
- Amsted Maxion (www.iochpe-maxion.com.br, www.amsted.com); empresa com fortes associações brasileiras; tem fabricas no Brasil.
- Electro-Motive Diesel foi adquirido pela Progress Rail Services (anteriormente MGE Transportes) em 2010 (veja histórico); Progress Rail Services é uma divisão da empresa americana Caterpillar Inc.; tem fábricas no Brasil.[4]
- GE Transportation (www.ge.com/br); divisão da empresa americana General Electric, tem fábrica no Brasil.